# Château de Chenonceau
Château de Chenonceau er et slot 30 km fra Tours ved landsbyen Chenonceau ved floden Cher i departementet Indre-et-Loire i Loiredalen i Frankrig. Slottet hed Chenonceaux til den franske revolution.

## Historie
Det blev opført 1515-1521 af Thomas Bohiers, kong Frans 1.s finanssekretær. Kongen overtog det selv, og efter hans død skænkede hans efterfølger, Henrik 2., det til Diane de Poitiers, Frans' elskerinde. Hun lod bygge den bro, der forbinder slottet med den anden flodbred, lige som hun indrettede parker og haver efter sin hortonomiske interesse.
Da Diane de Poitiers velynder, Henrik 2., døde i 1559, blev hun af dronning Katarina af Medici tvunget væk fra sit elskede slot, men fik til gengæld Château de Chaumont få kilometer væk. Katarina, som var Frankrigs de facto regent, ofrede formuer på at udvide slottet, bl.a. i 1577 med gallerierne på broen over Cher og med flere haveanlæg. Slottet dannede rammen om overdådige fester: I 1560 blev Katharinas søn Frans 2.s tronbestigelse fejret med Frankrigs første fyrværkeri.
Ved Katharinas død i 1589 overgik Château de Chenonceau til hendes svigerdatter Louise de Lorraine-Vaudémont, gift med kong Henrik 3..
Den sidste adelige eller kongelige ejer hertugen af Bourbon købte slottet i 1720. Lidt efter lidt solgte han ud af inventar og kunstværker; en række statuer havnede på Versailles.
Den første borgerlige ejers hustru, Louise Dupin, genindførte de livlige tider på slottet. Blandt hendes gæster var nogle af oplysningstidens fremmeste mænd (Voltaire, Fontenelle, Marivaux, Montesquieu, Buffon og Rousseau.) Under revolutionen blev Chenonceaux i modsætning til andre slotte skånet for revolutionsgardens ødelæggelser, fordi det rummede broen over Cher, og der var langt til nærmeste overgang. Det hjalp også, at Louise Dupin ændrede slottets navn ved at fjerne det adelige x i Chenonceaux.
I 1864 solgte Dupin-familien det til skotten Daniel Wilson, som var blevet rig ved at installere gasbelysning i Paris. Han forærede Chenonceau til sin datter, Marguerite Pelouze. Hun fortsatte traditionen med overdådig selskabelighed, men pengene slap op, og en cubansk rigmand, José-Emilio Terry, overtog herlighederne i 1891.
Siden 1913 har Chenonceau været i chocoladefamilien Meniers eje. I 1950erne  gennemførte den gennemgribende istandsættelse efter ødelæggelser under den tyske besættelse og en voldsom oversvømmelse.